# 小珠左锥螺
小珠左锥螺（学名：Aclophora xystica），是异腹足目左锥螺科Aclophora属的一种。主要分布于台湾，常栖息在潮间带沙滩或泥滩。